# Alexander Milošević
Alexander Sjöström Milošević (ur. 30 stycznia 1992 w Sundbybergu) – szwedzki piłkarz serbskiego pochodzenia, grający na pozycji środkowego obrońcy jako kapitan w AIK Fotboll.

## Kariera klubowa

### Początki
Milošević rozpoczął grę w piłkę w klubie Rissne IF, a później grał w Vasalunds IF. Do 17 roku życia grał na pozycji napastnika, dopiero w Vasalunds przesunięto go najpierw do środka pomocy, a później na środek obrony. W sezonie 2010 trafił pięć bramek, w tym jedną z rzutu karnego.

### AIK
1 lutego 2011 podpisał czteroletni kontrakt z klubem, któremu kibicował w dzieciństwie, AIK Fotboll. Wcześniej był na testach w Djurgårdens, Celticu Glasgow i Fiorentinie.
Liverpool, Arsenal, Tottenham i Sunderland zainteresowały się jego osobą. Werder Brema złożył ofertę w wysokości 600 tysięcy euro, ale została ona odrzucona.
22 kwietnia 2012 trafił swojego pierwszego gola w barwach AIK z odległości 45 metrów.

### Beşiktaş JK
W 2015 przeszedł do tureckiego Beşiktaşu JK. W Süper Lig zadebiutował 29 maja 2015 w wygranym 2:1 meczu z Gençlerbirliği SK. W sezonie 2015/2016 został wypożyczony do Hannoveru 96, a na sezon 2016/2017 przeszedł na wypożyczenie do SV Darmstadt 98. W 2017 był wypożyczony do Çaykur Rizespor. 15 grudnia 2017 opuścił zespół, zostając zawodnikiem bez klubu.

### Powrót do AIK–u
28 lutego 2018 wrócił do AIK-u podpisując półroczną umowę. W barwach tego zespołu w sezonie 2018 zdobył mistrzostwo Szwecji.

### Nottingham Forest
Po wygaśnięciu kontraktu z AIK-iem dołączył do drużyny angielskiej Championship – Nottingham Forest. W rozgrywkach ligowych zadebiutował 2 lutego 2019 w przegranym 0:2 spotkaniu z Birmingham City. Swoją pierwszą bramkę w Championship zdobył 22 kwietnia 2019 w wygranym 3:0 meczu z Middlesbrough. 28 października 2019 ponownie został piłkarzem bez klubu.

### Vejle BK
29 lipca 2020 został piłkarzem Vejle BK. W Superligaen zadebiutował 20 września 2020 w wygranym 4:1 meczu z SønderjyskE. Z końcem 2020 Milošević opuścił klub.

### Drugi powrót do AIK-u
29 marca 2021 ponownie powrócił do AIK-u.

## Kariera reprezentacyjna
Jego ojciec, Goran, pochodzi z Serbii. Jego matka zaś jest Szwedką o fińskich korzeniach.
Alexander zagrał pięć spotkań w reprezentacji Serbii U-17. W 2011 roku zaakceptował zaproszenie trenera Szwecji U-19 na zgrupowanie i wkrótce zadebiutował w zespołach U-19 i U-21.
W 2013 zadebiutował w reprezentacji Szwecji.
W 2015 został powołany na Mistrzostwa Europy U-21, które wygrała reprezentacja Szwecji.